# チョン・ソミン (1986年生の女優)
チョン・ソミン（朝: 전 소민、全 昭旻、1986年4月7日 - ）は、韓国の女優、タレント。高陽市出身。同徳女子大学校放送芸能学科卒業。キングコング by STARSHIP所属。
日本語表記で同姓同名の女優が2人いる。ドラマ「還魂(ムドク役)」の1989年生まれの女優チョン・ソミン（정소민、庭沼珉）とは日本語表記は同じであるが、朝鮮語表記では異なる。

## 人物・来歴
2006年、映画『呪われた美容整形、血の美少女たち シンデレラ』で女優デビュー。
2013年、ドラマ『オーロラ姫』では1000人を超える中から選ばれヒロインのオ・ロラ役を演じた。この作品でMBC演技大賞新人演技賞を受賞した。

## 出演

### 映画
- 呪われた美容整形、血の美少女たち シンデレラ（2006年）
- ラブコール（2012年）
- ラブ・アゲイン 2度目のプロポーズ（2019年） - 友情出演
- THE NAME（2020年）

### ドラマ
- 偉大なるキャッツビー（2007年、tvN）
- 山向こうの南村には（2007年、KBS1）
- パパ3人、ママ1人（2008年、KBS2） - ナム・ジョンヒ 役
- エデンの東（2008年、MBC） - イ・ギスン 役
- ミヘギョル〜知られざる朝鮮王朝（2010年、tvN）
- 愛してよかった（2010年、KBS2） - ヨンファ 役
- ジャングルフィッシュ2（2010年、KBS2）
- ロイヤルファミリー（2011年、MBC） - 若い頃のジスン 役
- 童顔美女（2011年、KBS2） - イ・ジニ 役
- インス大妃（2011年-2012年、JTBC） - 張緑水 役
- オーロラ姫（2013年、MBC） - オ・ロラ 役
- 春の輪舞曲（2014年、MBC） - ペク・ソンイ 役
- 果てしない愛（2014年、SBS） - キム・セギョン 役
- イニョプの道（2014年、JTBC） - タンジ 役
- 深夜食堂（2015年、SBS） - チャ・ヘジン 役
- 明日もスンリ（2015年、MBC） - ハン・スンリ 役
- おひとりさま～一人酒男女～（2016年、tvN） - ジョンソクの見合い相手 役
- 1%の奇跡〜運命を変える恋〜（2016年、Dramax） - キム・ダヒョン 役
- じれったいロマンス（2017年、OCN） - ナ・エリ 役（友情出演）
- ハベクの新婦（2017年、tvN） - 患者 役
- シングルワイフ ～私の幸せはどっち?～（2017年、Dramax）
- クロス（2018年、tvN） - コ・ジイン 役
- トップスターユベク（2018年-2019年、tvN） - オ・ガンスン 役
- 誕生日の手紙（2018年、KBS2） - キム・ジェヨン 役
- ショーウィンドウ:女王の家（2021年-2022年、チャンネルA） - ユン・ミラ 役
- クリーニングアップ（2022年、JTBC） - オ・ヨンミ 役